# 유영 (신양경후)
유영(劉永, ? ~ ?)은 전한 말기의 제후로, 노경왕의 아들이다.

## 행적
홍가 2년(기원전 19년), 신양후(新陽侯)에 봉해졌다. 시호를 경(頃)이라 하였고, 아들 유급이 작위를 이었다.

## 출전
- 반고, 《한서》 권15하 왕자후표 下

| 전임 (첫 봉건) | 전한의 신양후 기원전 19년 5월 무자일 ~ ? | 후임 아들 유급 |